# São João do Manhuaçu
São João do Manhuaçu – miasto i gmina w Brazylii, w stanie Minas Gerais. Znajduje się w mikroregionie Manhuaçu.